# Kilka historii na ten sam temat
Kilka historii na ten sam temat – album Ani Dąbrowskiej wydany w 2006 roku. Nagrania dotarły do 1. miejsca listy OLiS.

## Ogólne informacje
To druga z kolei płyta Ani Dąbrowskiej. Została wyprodukowana przez Bogdana Kondrackiego i muzycznie stanowiła połączenie popu i soulu. Inspirowana była stylistyką retro i nawiązywała do polskiej muzyki popularnej lat 60. i 70. XX wieku, co podkreślał także image wokalistki. Płyta była bardziej spójna i akustyczna w porównaniu do debiutanckiego albumu. Album promowały trzy single, z których największy sukces osiągnęły piosenki „Trudno mi się przyznać” i „Czekam...”.
Płyta okazała się dużym sukcesem komercyjnym (przez 34 tygodnie utrzymywała się na liście bestsellerów w Polsce). Dwa miesiące po premierze uzyskała status platynowej. Dzięki wysokiej sprzedaży znalazła się w czołówce najlepiej sprzedających się płyt roku 2006 i zajęła czwarte miejsce podczas koncertu TOP festiwalu TOPtrendy 2007. Album został również uhonorowany Fryderykiem.
Oprócz kompaktowej, ukazała się także limitowana winylowa wersja albumu, wydana w ilości 250 sztuk przez Jazzboy Records, zawierająca bonusowy utwór. W 2007 roku ukazała się dwupłytowa reedycja albumu. Na dodatkowym krążku znalazły się niepublikowane utwory, duety, nagrania koncertowe oraz zdjęcia i materiał wideo.

## Lista utworów

### Wersja podstawowa (CD 1)
1. „Zostań"
2. „Trudno mi się przyznać”
3. „Nic się nie stało"
4. „Musisz wierzyć”
5. „Czekam...”
6. „Czego ona chce?"
7. „Blues na na na”[12]
8. „Wiosna"
9. „L'ultimo"
10. „Opowiedz mi"
11. „Już mnie nie ma w Twoich planach"
12. „Niech zniknie cały świat"

### Edycja specjalna (CD 2)
1. „If You Leave Me Now"
2. „Now” – Silver Rocket feat. Artur Rojek vs Ania
3. „My Girl” (Acoustic Session)
4. „Bonnie & Clyde” – Tomek Makowiecki vs Ania
5. „Czekam” (Demo Version)
6. „W biegu” – Liroy vs Ania
7. „Moon River"
8. „Płyń” – Jacek Lachowicz vs Ania
9. „Nie zdążyłam"
10. „Don’t Stop the Dance” (Live) – Ania vs Masha Qrella

Video:
1. „Trudno mi się przyznać"
2. „Musisz wierzyć"
3. „CYE” (Live) – Smolik vs Ania